# Rothia virguncula
Rothia virguncula är en fjärilsart som beskrevs av Paul Mabille 1879. Rothia virguncula ingår i släktet Rothia och familjen nattflyn. Inga underarter finns listade.